# Boktryckerisocieteten
Boktryckerisocieteten var en svensk organisation som grundades den 12 augusti 1752 genom boktryckerireglementet. Societeten fungerade som ett skrå för boktryckare. 
År 1900 slogs Boktryckerisocieteten ihop med Allmänna svenska boktryckareföreningen.

## Ordförande
- 1802–1811 Pehr Malmström
- 1811–1826 Anders Carlsson af Kullberg
- 1826–1846 Per Adam Wallmark
- 1846–1862 Carl Norstedt
- 1862–1872 Lars Johan Hierta
- 1872–1879 Gösta Laurin
- 1879–1899 Ivar Hæggström
- 1900 Carl Ramström